# Steinkreuz südlich von Sperberslohe

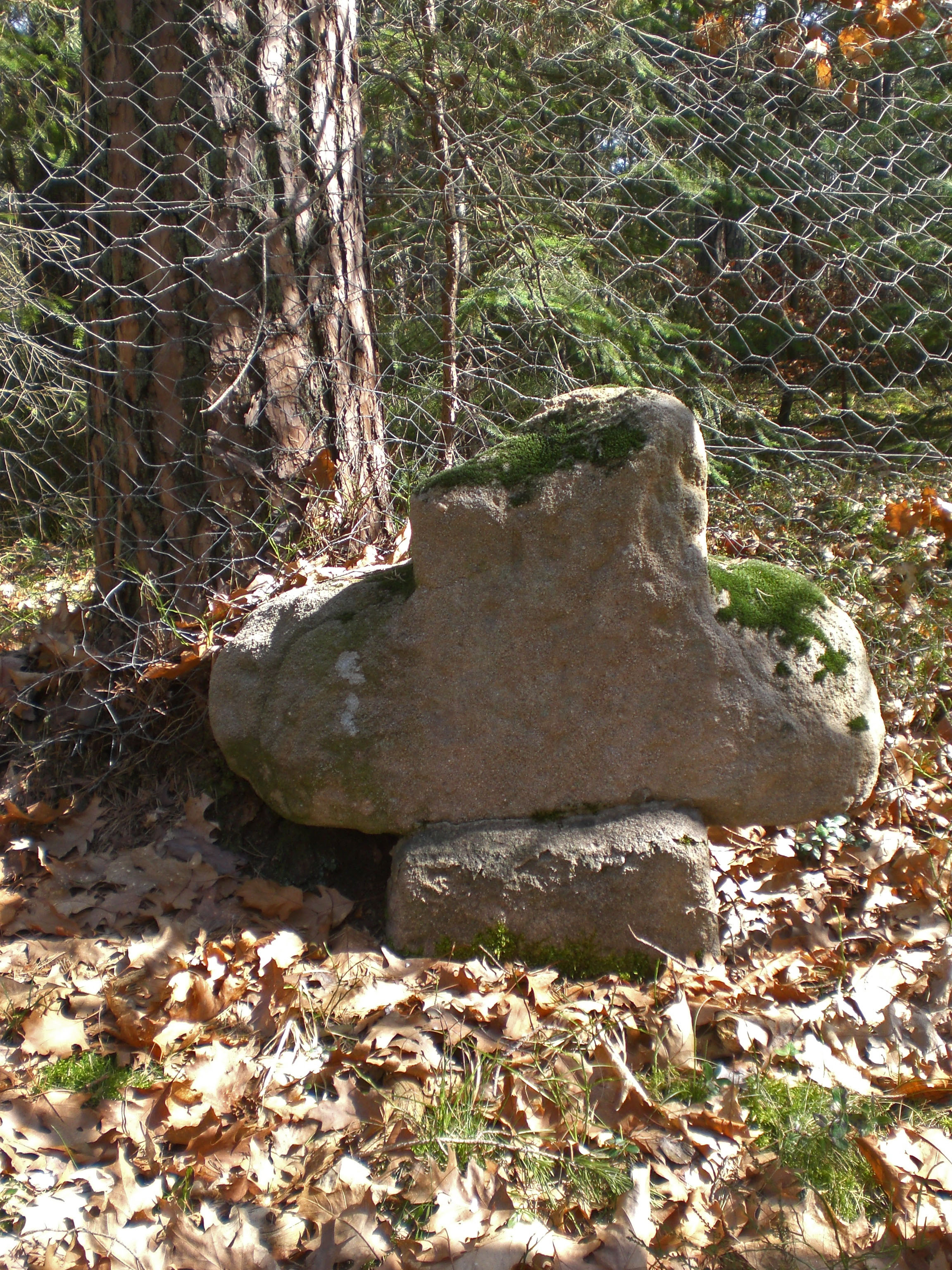
Steinkreuz südlich von Sperberslohe

Das Steinkreuz südlich von Sperberslohe ist ein historisches Steinkreuz südlich von Sperberslohe, einem Gemeindeteil des mittelfränkischen Marktes Wendelstein in Bayern.

## Lage
Das kleine Steinkreuz befindet sich versteckt an einem Waldrand, etwa 1,9 Kilometer südlich von Sperberslohe. Dort steht es etwa 2 Meter östlich der Staatsstraße 2225 von Sperberslohe nach Allersberg vor einem Zaun.

## Beschreibung

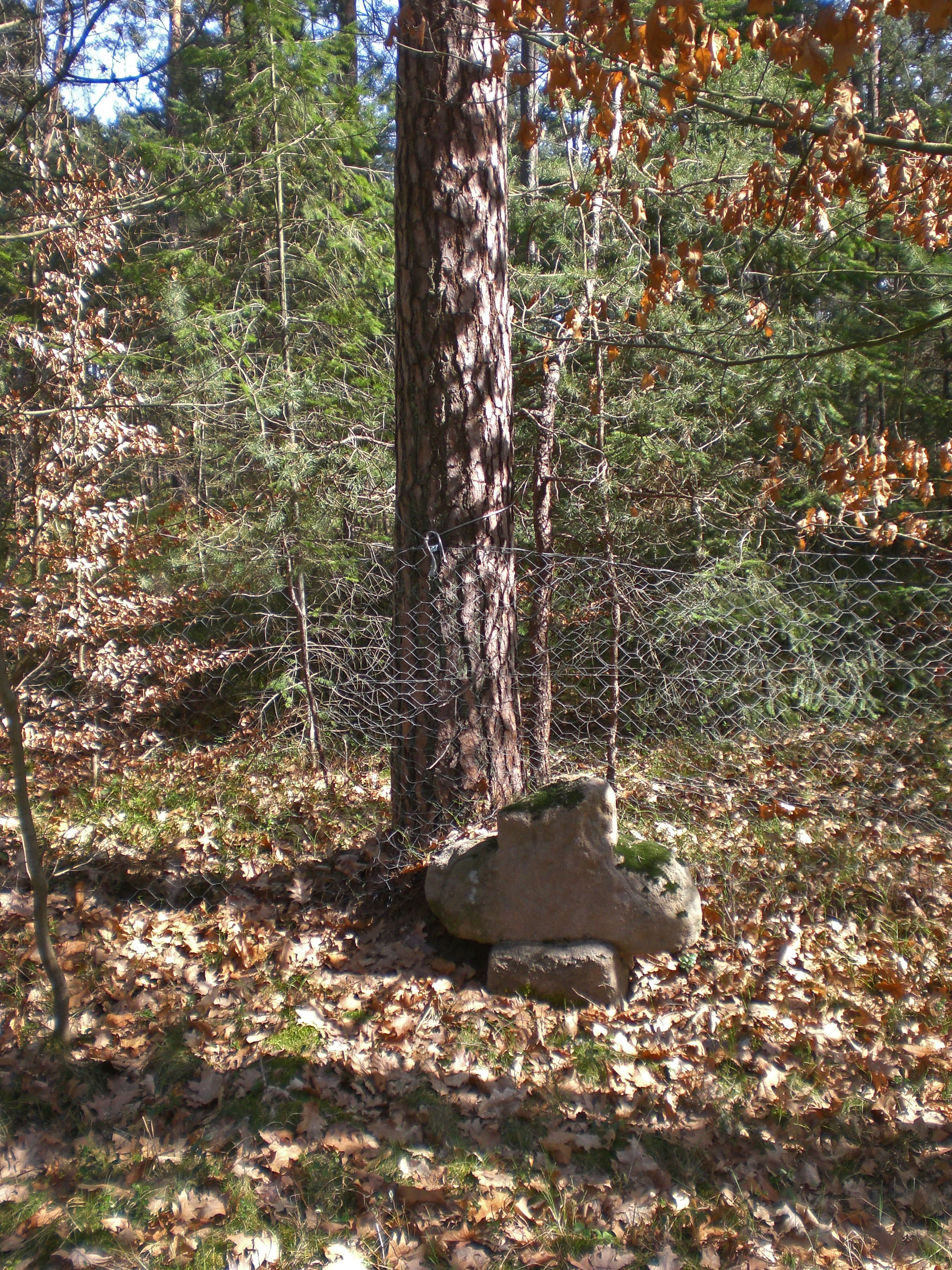
Standort

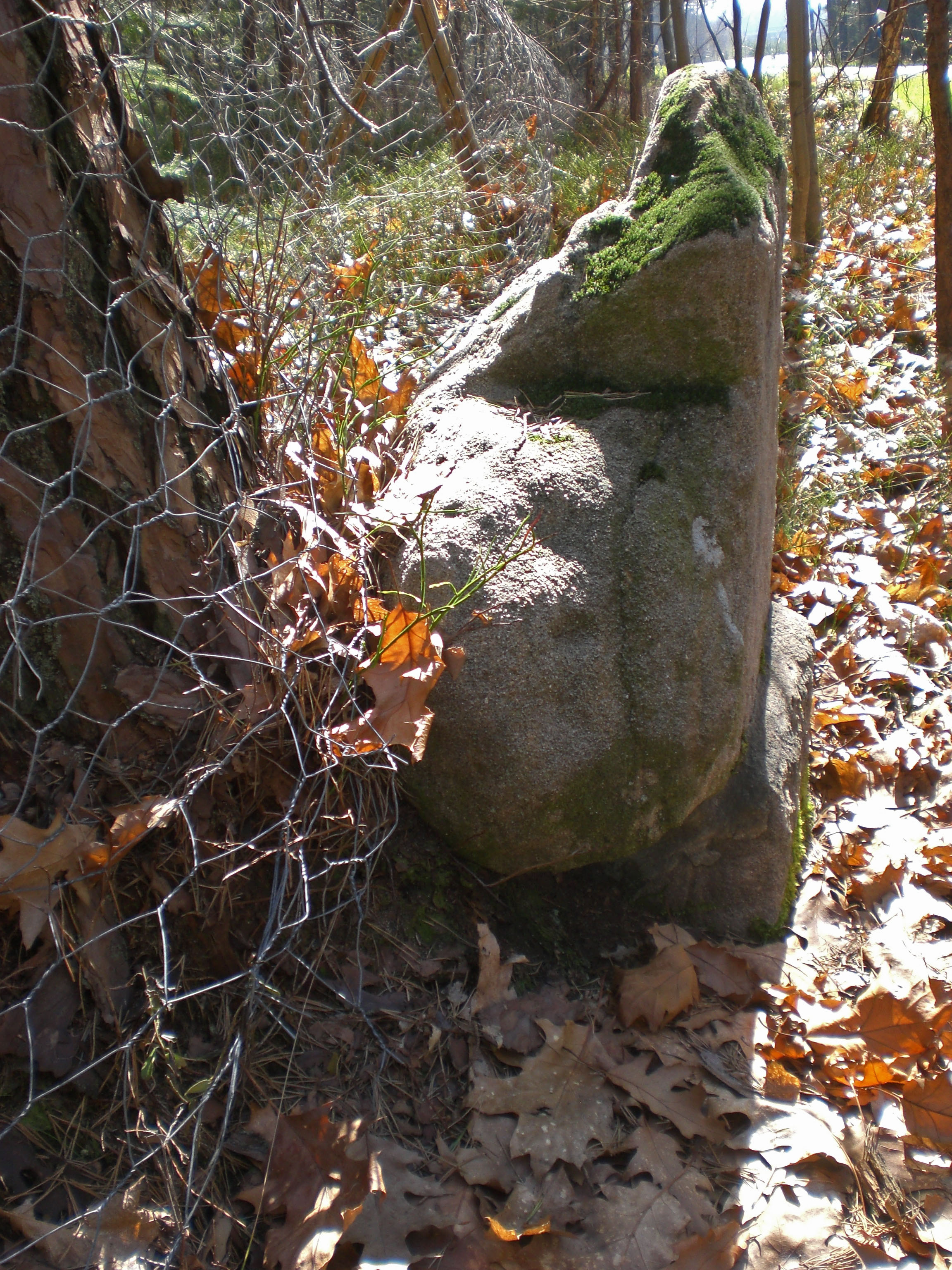
Seitenansicht

Das lateinische Kreuz besteht aus Sandstein, hat größere Verwitterungsspuren und die Abmessungen 85 × 100 × 29 cm. Unterhalb des Kreuzungsfeldes ist es durchgebrochen. An der zur Straße hin gewandten Seite ist die unvollständige Jahreszahl „169[...]“ eingekerbt. Rückseitig wurde von dem Steinkreuzforscher Rudi Buchner eine Pflugschar erkannt.

## Geschichte
Bei dem Steinkreuz handelt es sich wohl um ein zeittypisches Unfallkreuz oder Sühnekreuz. Entsprechend der Einkerbung stammt es wahrscheinlich aus dem 17. Jahrhundert. Über den genauen Zeitpunkt und den Grund der Aufstellung sowie Sagen zu dem Kreuz ist nichts bekannt. In historischen Karten aus der Zeit um 1850 ist das Kreuz etwas südlicher eingetragen.
1955 wurde das Kreuz abgebrochen. Wiedemann von der Steinkreuzforschung richtete es mit seinen Helfern wieder auf.